# Vzmet

гь avec un vzmet double.

Le vzmet ‹ ◌꙯ › est un diacritique de l'alphabet cyrillique utilisé dans les manuscrits anciens ou dans l’écriture du slavon d’église. Il a la forme d’un crochet horizontale angulaire et est utilisé au dessus de lettres indiquant une abréviation ou un nombre. Il peut aussi s’étendre sur plus d’une lettre.

## Utilisation
Les nombres en vieux-slave ou slavon d’église peuvent être écrits en utilisant le titlo ou le vzmet.